# Tourbillon FC
El Tourbillon FC es un equipo de fútbol de Chad que participa en la Primera División de Chad, la liga de fútbol más importante del país fundado en el año 1972 en la capital Yamena y es el segundo equipo más ganador del país al acumular 5 títulos de liga, solamente por detrás del Gazelle FC.

## Palmarés
- Primera División de Chad: 5

1991, 1997, 2000, 2001, 2010.
- Copa de Chad: 3

1987, 1989, 2008.
- Super Copa de Chad: 1

2008.

## Participación en competiciones de la CAF
| Temporada | Torneo                            | Ronda      | Club              | Casa  | Visita | Global      |
| --------- | --------------------------------- | ---------- | ----------------- | ----- | ------ | ----------- |
| 1990      | Recopa Africana                   | Preliminar | Liberté FC        | 2-1   | 0-0    | 2-1         |
| 1990      | Recopa Africana                   | 1          | Petrosport FC     | 0-0   | 0-2    | 0-2         |
| 1992      | Copa Africana de Clubes Campeones | Preliminar | Forces Armées CA  | 0-0   | 1-1    | 1-1 (a)     |
| 1992      | Copa Africana de Clubes Campeones | 1          | Al-Hilal Omdurmán | 2-3   | 1-0    | 3-3 (a)     |
| 1993      | Copa CAF                          | Preliminar | Anges de Fatima   | 1-1   | 3-2    | 4-3         |
| 1993      | Copa CAF                          | 1          | Canon Yaoundé     | 0-0   | 0-3    | 0-3         |
| 1998      | Liga de Campeones de la CAF       | Preliminar | AS Tempête Mocaf  | dq1   | dq1    | dq1         |
| 1998      | Liga de Campeones de la CAF       | 1          | Cotonsport Garoua | 0-0   | 1-4    | 1-4         |
| 2001      | Liga de Campeones de la CAF       | Preliminar | Red Sea FC        | 2-0   | 0-2    | 2-2 (2-4 p) |
| 2002      | Liga de Campeones de la CAF       | Preliminar | Dynamic Togolais  | 3-2   | 0-0    | 3-2         |
| 2002      | Liga de Campeones de la CAF       | 1          | Espérance ST      | 1-3   | 1-5    | 2-8         |
| 2006      | Copa Confederación de la CAF      | Preliminar | Diables Noirs     | 2-2   | 1-3    | 3-5         |
| 2008      | Liga de Campeones de la CAF       | Preliminar | TP Mazembe        | dq2   | dq2    | dq2         |
| 2009      | Copa Confederación de la CAF      | Preliminar | Vital'O FC        | 4-0   | 0-1    | 4-1         |
| 2009      | Copa Confederación de la CAF      | 1          | Union Douala      | 1-2   | 2-3    | 3-5         |
| 2011      | Liga de Campeones de la CAF       | Preliminar | Raja Casablanca   | w.o.3 | w.o.3  | w.o.3       |

1- AS Tempête Mocaf fue descalificado del torneo por no pagar la cuota de inscripción a tiempo.

2- La CAF ordenó que la serie se jugara a un partido único en Kinshasa a causa de la guerra civil en Chad, pero el Tourbillon se rehusó, por lo que fue expulsado del torneo, multado con $4000 y excluido de la liga de campeones por 3 años.

3- Tourbillon abandonó el torneo.

## Jugadores

### Jugadores destacados
| - Yerima Amadou - Moumine Ekiang - Fernaud Kouatchoua - Oumar Abakar - Djidéo Abdoulaye - Oscar Bedakpa - Karl Max Dany - Mahamat Djibrine - Hilaire Kédigui | - Tigaye Masrabaye - Osias Mbainarem - Ndakom Valerie Ndeidoum - Djimadoum Noumasseri - Samuel Ramses - Ramses Totode - Bemba Ange Marante - Igor Wadar Nhondo - Okechukwu Anyatonwu |